# Dannskären
Dannskären este o arie protejată (arie de protecție specială avifaunistică — SPA) din Suedia întinsă pe o suprafață de 49 ha, integral pe uscat.

## Localizare
Centrul sitului Dannskären este situat la coordonatele 58°06′26″N 16°53′45″E / 58.1072°N 16.8958°E.

## Înființare
Situl Dannskären a fost declarat arie de protecție specială avifaunistică în decembrie 1996 pentru a proteja 5 specii de animale.

## Biodiversitate
Situată în ecoregiunile boreală și marină baltică, aria protejată nu include niciun habitat protejat.
La baza desemnării sitului se află mai multe specii protejate de  păsări (5): pescăruș negricios (Larus fuscus), Phalacrocorax carbo sinensis, lup de mare mic (Stercorarius parasiticus), pescăriță mare (Sterna caspia), Sterna paradisaea.